# Casimir Mösch
Casimir Mösch (* 15. Februar 1827 in Frick; † 18. August 1898 in Zürich) war ein Schweizer Geologe und Paläontologe.

## Leben und Wirken
Nach seinem Schulbesuch der Sekundarschule in Rheinfelden und der Kantonsschule Aarau begann Casimir Mösch eine Ausbildung zum Apotheker mit Stationen als Lehrling und Gehilfe in Luzern, St. Immer, Pruntrut und Basel. Während des anschließenden Studiums in München gab er unter dem Einfluss von Franz von Kobell den Apothekerberuf auf und wendete sich den Naturwissenschaften zu. Nach Rückkehr aus München versuchte er ab 1853 sich mit dem Handel von Fossilien und Lithographiesteinen, die er am Bözberg gefunden hatte und, nachdem dieses Vorkommen sich als nicht ausreichend erwies, auch mit Solnhofener Stein, was ihm jedoch auch keinen Erfolg brachte. 1855 heiratete er und wohnte zunächst in Effingen, später in Brugg. 1857 legte Mösch der Naturforscher-Versammlung in Basel eine geologische Karte des Kantons Aargau (1:50 000) vor.
1864 zog er nach Zürich, wo er durch Arnold Escher von der Linth, mit dem er freundschaftlich verbunden war und der sein Lehrer war, zum Polytechnikum kam. Er unterstützte diesen in geologischen Feldarbeiten und wurde Konservator an der  paläontologisch-geologischen Sammlung. 1866 wurde er vom Schweizer Schulrat zum Director der zoologischen Sammlung höherer Thiere am Polytechnikum ernannt. 1868 bis 1874 war er Privatdozent an der Universität Zürich, hatte jedoch aufgrund seiner schwachen Stimme bei den Vorlesungen grosse Mühe. 1872 wurde er in Jena promoviert. 1887 zeigte er die Verwandtschaft des Japanischen Riesensalamanders mit dem von Johann Jakob Scheuchzer beschriebenen «Armen Sünder» auf. 1889 bereiste er Sumatra zur Erweiterung der Sammlung worüber er  1897 einen Reisebericht veröffentlichte: Nach und aus dem Pfefferlande, Bilder und naturhistorische Skizzen von Sumatra.
Exkursionen im Aargauer Jura unternahm er unter anderem mit dem Geologen Urban Schlönbach. Sein Buch über die Stratigraphie der Aargauer Jura von 1867 wurde sein Hauptwerk.
Einige von ihm eingeführte stratigraphische Benennungen wie "Wangenerschichten", "Badenerschichten" und "Wettingerschichten" sowie "Birmenstorferschichten" und "Effingerschichten" sind z. T. heute noch (Beispiel: "Effingen-Member") valide.  Seine umfangreiche Fossiliensammlung vermachte er dem Naturhistorischen Museum Bern.

## Mitgliedschaften
- 1854 Mitglied der Schweizerischen naturforschenden Gesellschaft

## Schriften
- Das Flötzgebirge im Kanton Aargau. Neue Denkschriften der schweizerischen naturforschenden Gesellschaft 15, Basel 1857
- Geologische Beschreibung des Aargauer Jura und der nördlichen Gebiete des Kantons Zürich. Beitr. Geol. Karte der Schweiz, IV Lief., Commision bei J. Dalp, Bern 1867.
- Geologische Beschreibungen der Umgebungen von Brugg mit Karte und Profilen. Zürcher & Furrer, Zürich 1867
- Der Jura in den Alpen der Ost-Schweiz. Promotionsschrift zur Erlangung der Doctorwürde der Philosophischen Facultät der Universität Jena, Zürcher & Furrer, Zürich 1872
- Geologische Beschreibung der Kalkstein- und Schiefergebilde der Kantone Appenzell, St. Gallen, Glarus und Schwyz. Commission bei J. Dalp (K. Schmid), Bern 1881.
- Geologischer Führer durch die Alpen Pässe und Thäler der Centralschweiz. Raustein, Zürich 1897.